# Déviants
Pour les articles homonymes, voir The Deviants.
Les Déviants (« The Deviant ») est le nom d'une espèce de fiction évoluant dans l'univers Marvel de la maison d'édition Marvel Comics. Créé par Jack Kirby, cette espèce apparaît pour la première fois dans le comic book Eternals (vol. 1) #1 en juillet 1976.

## Histoire fictionnelle
Au même titre que l’Homo sapiens (l'homme) ou la race des Éternels, les Déviants constituent une branche de l'humanité. Ils sont, comme les Éternels, le résultat d'une expérimentation sur Terre des entités cosmiques nommées les Célestes. Les Déviants s'opposent aux Éternels.
Se surnommant « le Peuple qui change », tous les Déviants possèdent une carte génétique différente, une apparence souvent monstrueuse et des pouvoirs spéciaux. Certains mythes humains sont tirés de réelles histoires liées aux Déviants.
Peuple religieux, les Déviants sont soumis au Céleste Rêveur (« Celui qui dort dans les Ténèbres »). Ils lui attribuent la création de leur espèce et le don de la Terre, pacte qui fut trahi et brisé par les Éternels, comme cela est raconté dans un de leurs livres saints, le Livre de Krask.
Les Déviants ont développé une technologie avancée, portée sur le génie génétique, pendant que les hommes vivaient encore dans des cavernes. Leur domination de l'humanité fut pourtant empêchée par les Éternels.
Il y a environ deux mille Déviants dans le monde.

## Membres

### Déviants
- Kro (en), seigneur de la guerre, dirigeant de Lémuria.
- Vira, reine.
- Tode, monarque.
- Dragona, guerrière, membre de Delta Force ; sœur de Ereshkigel.
- Ransak le Rejet, gladiateur.
- Ereshkigal, exploratrice, sœur de Dragona.
- Zakka, forgeron.
- Shelmar, guerrier.
- El Toro Rojo[1], un combattant renégat.
- Broop, bouffon.
- Ragar, 1er Ministre.
- Sluice, administrateur.
- Sledge
- Donald et Deborah Ritter
- Frère Tode (en), ancien roi de Lémuria.
- Ghaur (en), prêtre de Lémuria.
- Médula, mère de Ransak.
- Enigmo, membre de Delta Force.
- Morga, partenaire de Phaeder ; mère de Maelstrom.

### Déviants mutants
- Maelstrom
- Karkas, gladiateur
- Spore
- Naga, roi de Lémurie
- Nagala, sorcière Lémurienne
- Dromedan
- les Hommes-Lézard
- Giganto